# Grotte-chapelle de Remonot
La grotte-chapelle de Remonot est un lieu de culte catholique situé dans une grotte, près de la commune des Combes dans le département français du Doubs en région Bourgogne-Franche-Comté.
Ce site, situé non loin de la commune de Morteau, dédié à la Vierge Marie, est un lieu de pèlerinage, le 15 août, jour de l'Assomption en particulier.

## Histoire
Il est fait mention de cette grotte dès le XIIe siècle, mais elle serait utilisée depuis le VIIIe siècle par les ermites qui auraient évangélisé la région du Haut-Doubs. Après avoir été un ermitage, elle fut une chapelle à partir du XVIIe siècle. Après 1832, date de construction d'une église non loin de la grotte, elle connut une occupation industrielle.
La grotte-chapelle est consacrée en 1863 et l'ensemble a fait l'objet d'une inscription au titre des monuments historiques depuis le 29 décembre 2009.

## Accès
L'entrée de la grotte se situe sur le territoire de la commune de Les Combes, près du hameau de la Colombière, au bord de la route départementale RD 437 qui relie les villes de Morteau et de Pontarlier, dans le département du Doubs, 
Ce site est desservi par le Réseau interurbain du Doubs dénommé « Mobidoubs » avec la ligne B reliant Montbéliard à Pontarlier et desservant également les villes de Montbenoit, Morteau, Charquemont, Saint-Hippolyte et Pont-de-Roide. L'arrêt dénommé « Remonot Grotte » est situé à quelques mètres de la grille d'entrée de la grotte.

## Description

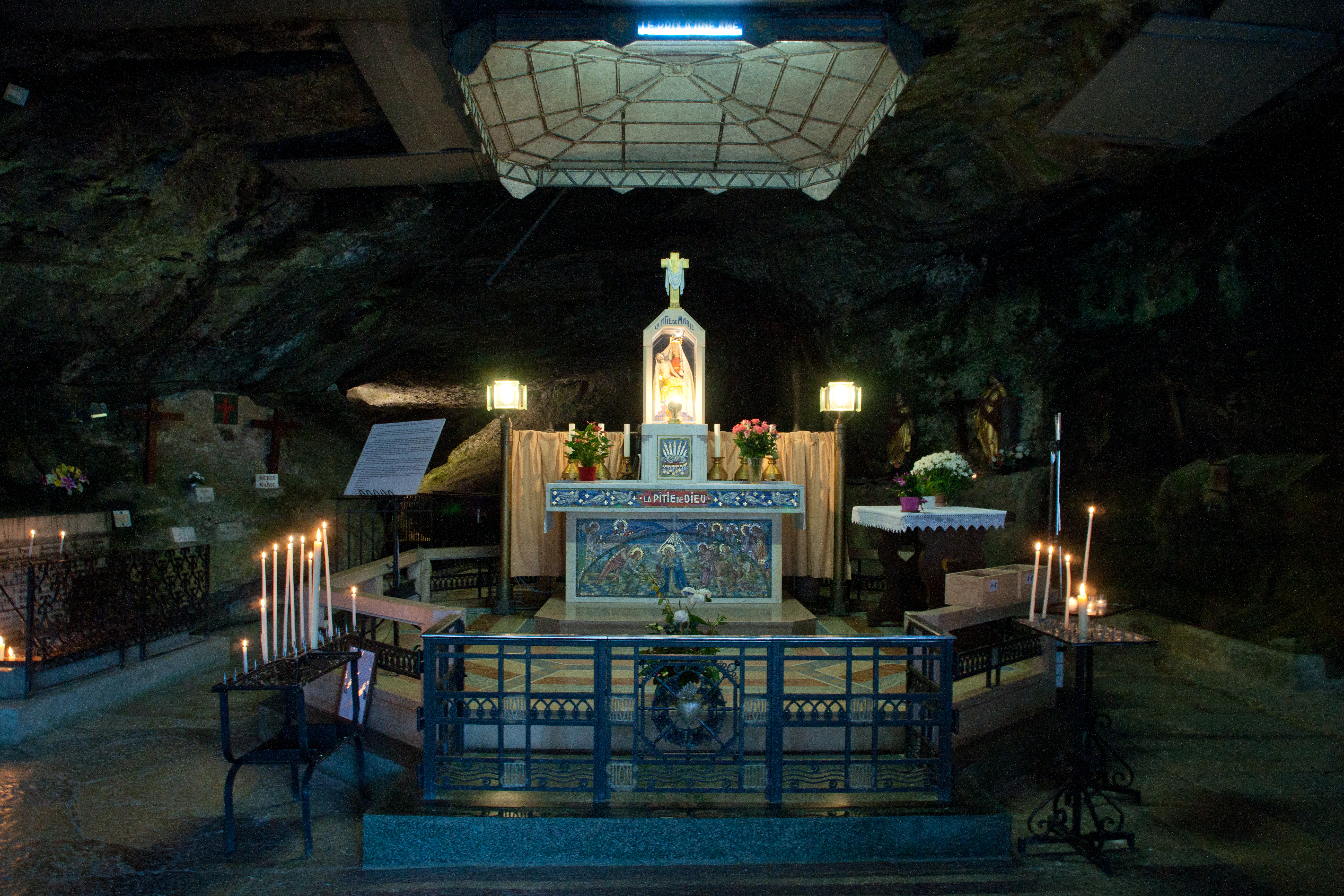
Intérieur de la grotte-chapelle.

La chapelle occupe le porche de la grotte, qui mesure 30 mètres de long, 14 mètres de large et 4 mètres de haut. Le maître-autel est de style « Art déco ». Elle possède depuis le XVe siècle une statue de la Vierge de Pitié, ainsi qu'une source aménagée (robinet) appelée "source de la Vierge", à laquelle la tradition attribue des propriétés miraculeuses.
Au fond du porche, une passerelle de fer ouvragé enjambe un bassin et donne accès à une galerie spacieuse, qui aboutit à une petite salle. Cette petite salle se prolonge, au-delà d'une série de petit gours, par trois siphon successifs dont le premier, long de 13 mètres, se désamorce en cas de grande sécheresse. Le développement total de la grotte est de 220 m.
La grotte connaît occasionnellement des crues qui peuvent inonder partiellement la chapelle (1 m d'eau dans la chapelle en 1991).